# Base Dulce
Base Dulce é uma suposta instalação subterrânea alienígena sob a cidade de Archuleta Mesa, na fronteira Colorado-Novo México, perto da cidade de Dulce, Novo México, nos Estados Unidos. As alegações de atividade alienígena surgiram do empresário da cidade de Albuquerque, Paul Bennewitz.

## História
Em 1979, Bennewitz se convenceu de que estava interceptando comunicações eletrônicas de naves espaciais alienígenas. Na década de 1980 acreditava que havia descoberto uma base subterrânea perto de Dulce. A história se espalhou rapidamente dentro da comunidade ufológica e, em 1990, o ufólogo John Lear alegou que tinha confirmações independentes da existência da base.
O cientista político Michael Barkun alega que durante a Guerra Fria as instalações subterrâneas de mísseis na área deram uma certa plausibilidade aos rumores, tornando a história da Base Dulce uma "lenda atraente" para a Ufologia, e que as alegações de experiências com abduzidos, guerra entre alienígenas e atuação da Força Delta sob a Base Dulce "é algo mais surreal do que qualquer relato de base alienígena subterrânea já descrito."

## Especulações
De acordo com Paul Bennewitz, a Base Dulce seria ligada através de um túnel em Los Alamos, com o objetivo de conectar inúmeras outras instalações secretas subterrâneas, onde é gerenciada por complexo de metrôs.
De acordo com alguns ufólogos, a base realmente existe e é encoberta pelos militares e pelo governo. Seria uma central para o estudo de espécies exóticas, novos aviões de últimas gerações e aparelhos inovadores.
Atualmente a existência dessa base é apenas uma questão de especulação. Não há nem fotos nem vídeos como prova de sua existência.
Ufólogos argumentam abertamente que as tecnologias a laser seriam o resultado de uma cooperação entre humanos e alienígenas, mas entra nessa lista também, segundo eles, os transístores, equipamentos de microondas, plasma, entre outras.

## Casos de OVNIs e raptos
Antes da notoriedade do caso através de Paul Bennewitz, outros estudiosos destacaram muitos casos de avistamento de OVNIs. Os moradores ainda presenciaram casos de rapto e mutilação de gado.
De acordo com alguns teóricos da conspiração, a Base Dulce seria uma daquelas instalações em que seriam levados os sequestrados.

## Documentários
- Base Dulce foi o tema de um episódio do History Channel no programa Caçadores de OVNIs / Hangar 1 - The UFO Files.[2]
- Também foi destaque em um episódio da Teoria da Conspiração com Jesse Ventura.
- Ancient Aliens Season 2, Episode 4, foi descrito em uma breve história da suposta Base Dulce e seu impacto sobre a Cultura Jicarilla
- Base Dulce também foi destaque repetidas vezes na série Unsealed: Alien Files and Unsealed: Conspiracy Files

## Livros
- Gregory J. Bishop, Project Beta: The Story of Paul Bennewitz, National Security, and the Creation of a Modern UFO Myth, Paraview Pocket Books, 2005; ISBN 0-7434-7092-3
- Barkun, Michael (2003). A Culture of Conspiracy: Apocalyptic Visions in Contemporary America. [S.l.]: University of California Press. ISBN 0-520-23805-2
- Jerome Clark, The UFO Book: Encyclopedia of the Extraterrestrial, Visible Ink, 1998, ISBN 1-57859-029-9